# Перистальтика

Схематичне зображення хвилі перистальтики

Периста́льтика (від грец. δύναμις περισταλτική — «обхоплювальна, стискувальна сила») — хвилеподібне скорочення стінок порожнистих трубчастих органів (кишок, шлунка, сечоводів та ін), сприяє пересуванню їх вмісту в каудальному напрямі (у тварин) або зверху вниз (у людини). Перистальтика — результат координованих скорочень поздовжніх і поперечних м'язів трубчастих органів. Одинарна хвиля перистальтики — кільцеве звуження просвіту органа, пересувається по його довжині. Стінки органу попереду звуження завжди трохи розслаблені, так що хвиля як би продавлює вміст у напрямку свого руху.
Хвилі перистальтики проходять одна за другою безперервно з певними ритмом та швидкістю. Так, у людини ритм перистальтики шлунка — 3 хвилі за 1 хв, швидкість проходження хвилі — 0,5 см/с; ритм перистальтики кишки — 6 хвиль за 1 хв. Характер перистальтики зумовлений як здатністю гладеньких м'язів до автоматичних скорочень (див. Автоматизм), так і функцією розташованих у них нервових сплетінь (див. ауербахове сплетіння або Мейснерове сплетіння). Регулювальний вплив на перистальтику має вегетативна нервова система, гуморальні фактори, у регуляції перистальтики може брати участь центральна нервова система, в тому числі кора головного мозку. Це доведено дослідами на тваринах, у яких викликані зміни перистальтики за допомогою умовних рефлексів, і спостереженнями над людьми (емоції гніву, болю гальмують перистальтику, почуття страху іноді супроводжується посиленою перистальтикою). Разом з тим перистальтика чітко виражена на відрізках кишки, повністю ізольованих від організму. На перистальтику впливають фізичні та хімічні властивості їжі, а також лікарські засоби. Зворотне явище перистальтики — антиперистальтика.